# Astragalus harazensis
Astragalus harazensis es una especie de planta del género Astragalus, de la familia de las leguminosas, orden Fabales.

## Distribución
Astragalus harazensis se distribuye por Irán.

## Taxonomía
Fue descrita científicamente por Zarre & Podlech. Fue publicada en Feddes Repert. 116: 65 (2005).